# Засоби масової інформації Бутану
Засоби масової інформації Королівства Бутан одні з наймолодших на планеті. До кінця XX століття піддані Королівства обходилися не тільки без радіо і телебачення, а й без газет.

## Радіо
Першу радіотрансляцію в Бутані організували в 1973 році добровольці з Національної Молодіжної Асоціації Бутану. Вони використовували 400-ватний короткохвильовий передавач і виходили в ефір з годинною програмою раз на тиждень по неділях. У 1979 році добровільна радіомовна служба була офіційно взята під контроль державним департаментом інформації та мовлення з метою створення на її основі професійної мовної служби.
Тільки в 1986 році почала щоденне мовлення Радіомовна служба Бутану (англ. Bhutan Broadcasting Service, BBS). У тому ж році старий 400-ватний передавач замінили потужнішим короткохвильовим передавачем (5 кВт). Мовлення велося на чотирьох мовах: дзонг-ке, англійською, непалі і шарчоп.
У 1991 році за фінансової підтримки уряду Індії була побудована професійна мовна студія (з'явився передавач потужністю 50 кВт). У 1992 році спеціальним королівським указом радіо та газеті Kuensel був гарантований автономний статус. Втім, попри це, держава продовжила субсидувати обидва ЗМІ.
У 1997 році за фінансової підтримки DANIDA BBS розпочала мовлення у FM-діапазоні, який до недавнього часу був обмежений лише територією столиці Тхімпху.
Зараз BBS віщає щоденно по 16 годин (109 годин на тиждень) на коротких хвилях і в FM-діапазоні. Трансляція на коротких хвилях охоплює всю країну. А мовлення в FM-діапазоні лише планується розширити на всю територію Бутану (зараз радіо в FM-діапазоні можна слухати тільки в західних і деяких центральних районах країни).
Бутанське радіо на коротких хвилях також можна слухати в деяких містах Індії.
Програми бутанського радіо, в основному, націлені на сільське населення країни. Головним чином, це інформаційно-освітні програми. Розважальна частина мовлення заповнюється, в основному, бутанськими піснями.
На сьогоднішній день радіо — найдоступніший і популярний засіб масової інформації в Бутані.
Формально BBS — автономна громадська мовна корпорація. Проте, служба повністю залежить від державних субсидій. Декілька міжнародних організацій-донорів також надавали підтримку в технічному оснащенні служби та підготовці кореспондентів. Рада директорів служби формується з держслужбовців.
У місті Бумтанг в центральному Бутані була спроба організувати за підтримки ЮНЕСКО місцеве громадське радіо, однак проект за неназваних причин був закритий.

## Преса
Популярні газети Бутану: Kuensel, Bhutan Times, Bhutan Observer, Bhutan Today, Business Bhutan. Газети виходять на дзонг-ке, англійською, непальському мовами.

## Телебачення
Телевізійне мовлення в Бутані почалося в 1999 році. Бутан став останньою країною у світі, в якій з'явилося телебачення. Через деякий час в країні ввели кабельне телебачення. До 2002 року, однак, значно зріс рівень злочинності, і, як припускають, причиною цього є поява кабельного телебачення.

## Інтернет
- https://web.archive.org/web/20170704021504/http://www.druknet.bt/ «Bhutan Telecom»

У Бутані налічується близько 15 000 користувачів інтернету.